# エンドレス・ノット

一般的なエンドレス・ノットのひとつ

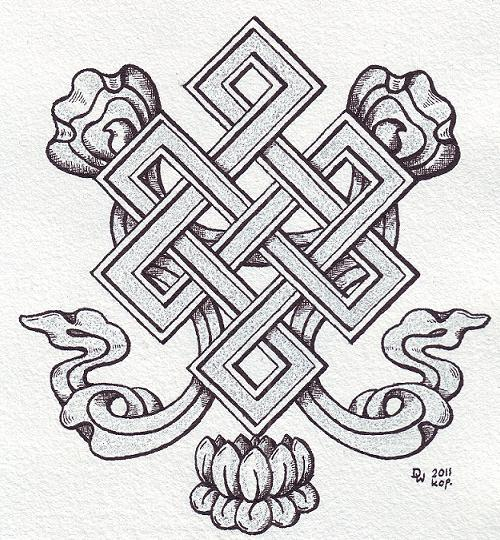
より装飾されたもの

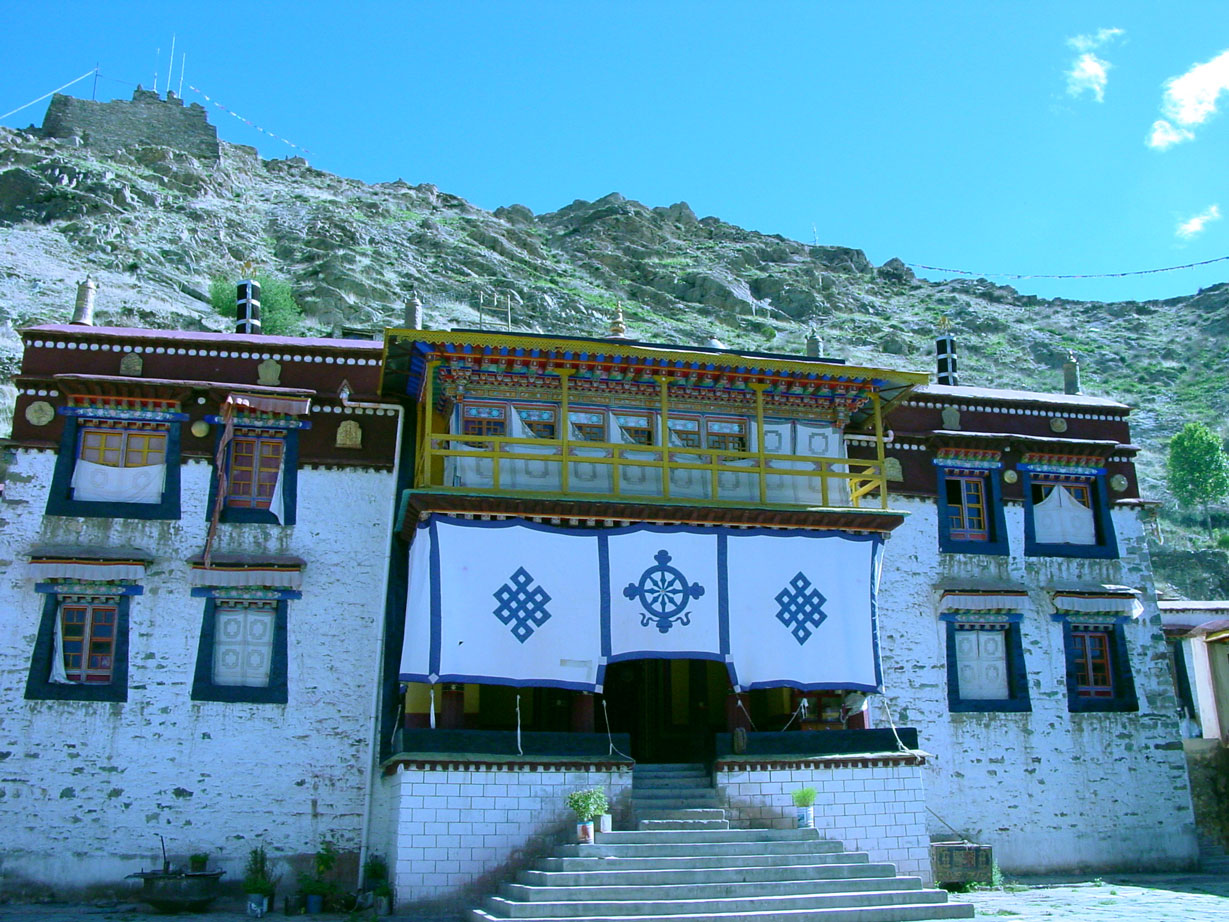
チベット仏教の桑阿寺

宝結び（サンスクリット: śrīvatsa;中国語 盘长 pán zhǎng; チベット語 དཔལ་བེའུ། dpal be'u; モンゴル語 Улзии）とは、結び目を用いた吉祥紋である。連続する無限を意味し、永久の繁栄、長寿、多幸などを願うシンボルである。
ジャイナ教と仏教における八吉祥（アシュタマンガラ（Ashtamangala;八吉祥）のうちのひとつであり、重要なシンボルである。さらにチベット、モンゴル、トゥヴァ共和国、カルムイク共和国、ブリヤート共和国など、チベット仏教の影響を大きく受ける地方の重要な文化的シンボルである。また中国芸術の中でも見られ、中国結びに取り入れられることもある。

## 解釈
このシンボルの解釈は以下のようにさまざまである。
- 心の永遠の連続性
- サンサーラのアイコン。すなわちチベット仏教における、苦しみや誕生、死、再生の無限サイクル。
- 知恵と思いやりの絡み合い。
- 二元的世界における対立する力の相互作用および顕在化。この相互作用は、それを経て結合し、最終的には宇宙の調和につながる。
- 宗教教義と世俗的業務の相互依存。
- 知恵と方法の結合。
- 仏教の空（シューニャ）と縁起。
- 祖先とユビキタスを結び付ける結び目の象徴。
- 始まりも終わりもないことから、釈迦の知恵の象徴。